# Pont dels Tres Ulls (Sant Quirze Safaja)
El Pont dels Tres Ulls és un pont del terme municipal de Sant Quirze Safaja, a la comarca del Moianès.
Està situat a la part central del terme, al nord-est de la cruïlla entre les carreteres C-1413b i la BV-1341. El pont serveix perquè la primera d'aquestes dues carreteres passi per damunt del torrent Rovira. És al nord del Càmping L'Illa i del Revolt, a llevant dels Camps del Collell i a ponent de la Solella de la Casanova.
El seu nom és de caràcter descriptiu, atès que permet el pas del torrent per sota de la carretera mitjançant tres ulls.